# Andrés Ortiz Moyano
Andrés Ortiz Moyano (Sevilla, 2 de mayo de 1984) es un periodista y escritor español. 

## Biografía
Licenciado en Periodismo por la Universidad de Sevilla, está especializado en periodismo de investigación, estudio de la propaganda, nuevas tecnologías y terrorismo yihadista. Es colaborador habitual de medios de comunicación españoles e internacionales, como El Español, Cambio 16, El Mundo, El Confidencial, CNN, La Sexta, Todo Noticias, Antena 3, TVE, Esglobal, Rac 1, o Literal Magazine. Fue corresponsal colaborador desde Londres para La Vanguardia y Levante-EMV.
En 2015 publicó el libro #YIHAD. Cómo el Estado Islámico ha conquistado internet y los medios de comunicación, para el que se infiltró en las redes sociales de captación y adoctrinamiento del Estado Islámico.
También es autor del ensayo sobre ciencia ficción y el videojuego Mass Effect Yo, Shepard. El Universo de Mass Effect y de la novela de fantasía Adalides del Este: Creación.
En 2011 recibió el I Premio Blogosur por su blog Utopía, dedicado a conflictos internacionales y política exterior.

## Obras
- Los falsos profetas. Claves de la propaganda yihadista (Editorial UOC.2018, ISBN 978-84-9180-167-2).
- Yo, Shepard. El Universo de Mass Effect (Héroes de Papel S.L., 2017, ISBN 978-84-945349-5-9).
- #YIHAD. Cómo el Estado Islámico ha conquistado internet y los medios de comunicación (Editorial UOC.2015, ISBN 978-84-9064-971-8).
- Adalides del Este: Creación (Silva Editorial, 2014, ISBN 978-84-15342-57-1).
- El Comecuentos (Silva Editorial, 2012). Autor del relato Panteón.
- Narraciones preventivas (Visionnet, 2007, ISBN 978-84-9821-716-2). Autor del relato Tristitia Vivens.